# Municipio de Snow Creek (condado de Stokes)
El municipio de Snow Creek (en inglés: Snow Creek Township) es un municipio ubicado en el  condado de Stokes en el estado estadounidense de Carolina del Norte. En el año 2010 tenía una población de 2.738 habitantes.

## Geografía
El municipio de Snow Creek se encuentra ubicado en las coordenadas 36°29′24.5″N 80°6′0.17″O / 36.490139, -80.1000472.